# دروازه (فرودگاه)
در فرودگاه‌ها به معابر ویژه‌ای که برای عبور و مرور مسافران و کادر پرواز و خدمه هواپیما از پایانه های مسافربری به داخل هواپیما و بالعکس تعبیه شده دروازه پرواز یا گیت پرواز (انگلیسی: Flight Gate) گفته می‌شود. اصلی‌ترین کاربری این معابر کنترل بلیت و بار مسافران و امنیت پرواز است. چنین معابر ویژه‌ای با نام گیت فروشگاهی در فروشگاه‌ها نیز یافت می‌شود که اساس کار آنها به گونه‌ای دیگر است.
یکی از انواع آن گیت الکترونیکی (e-gate) می‌باشد.

## نگارخانه

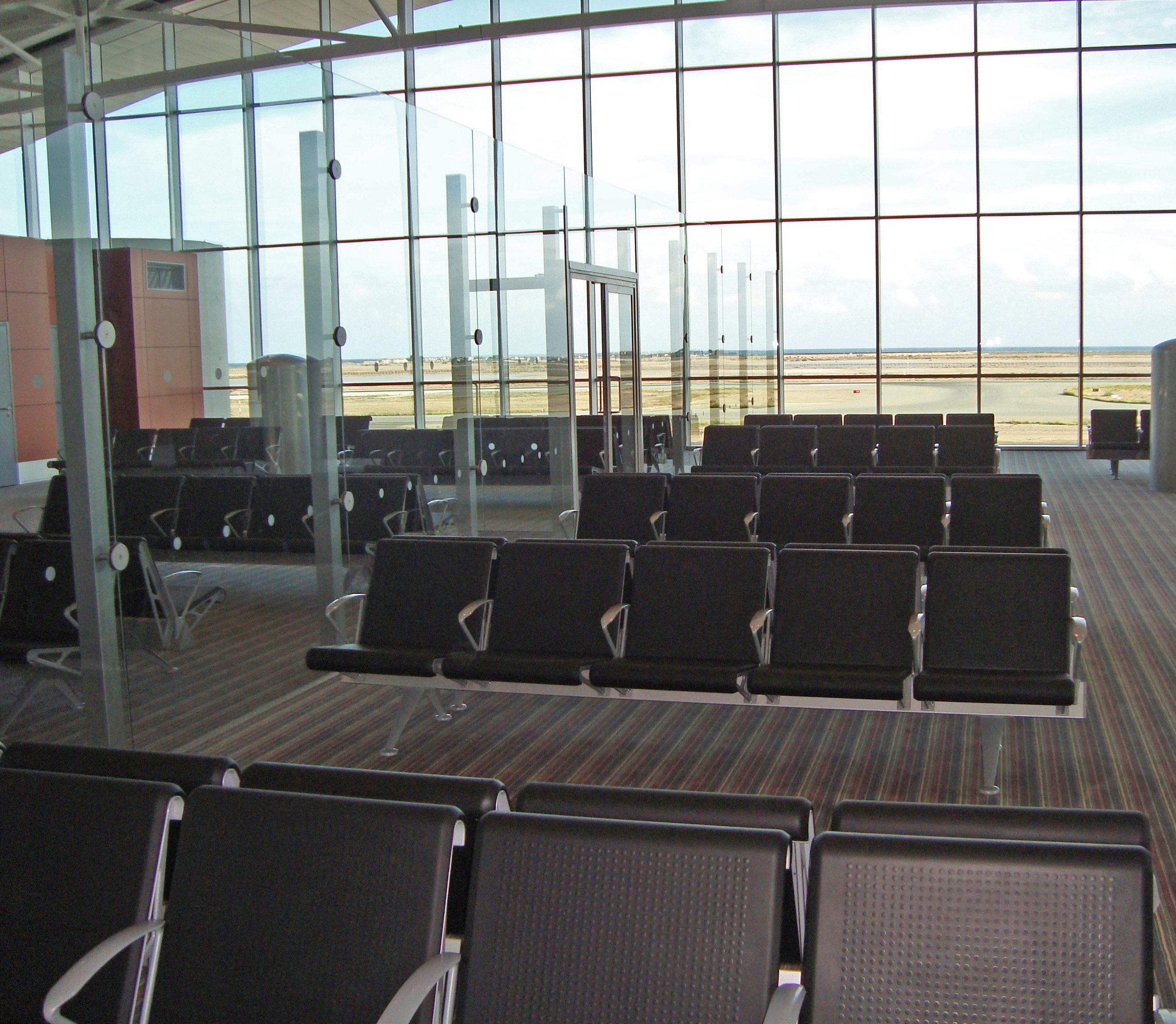
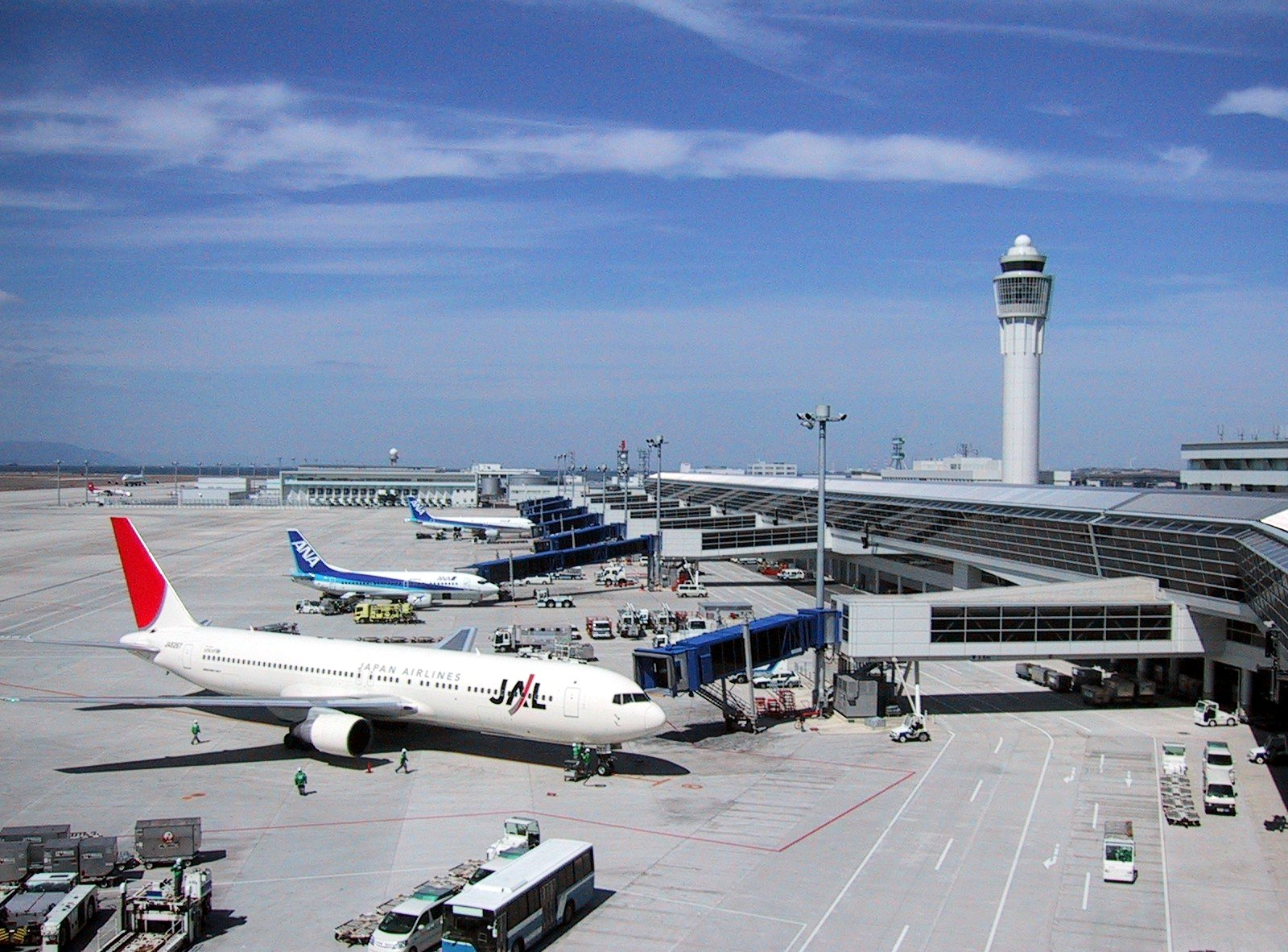
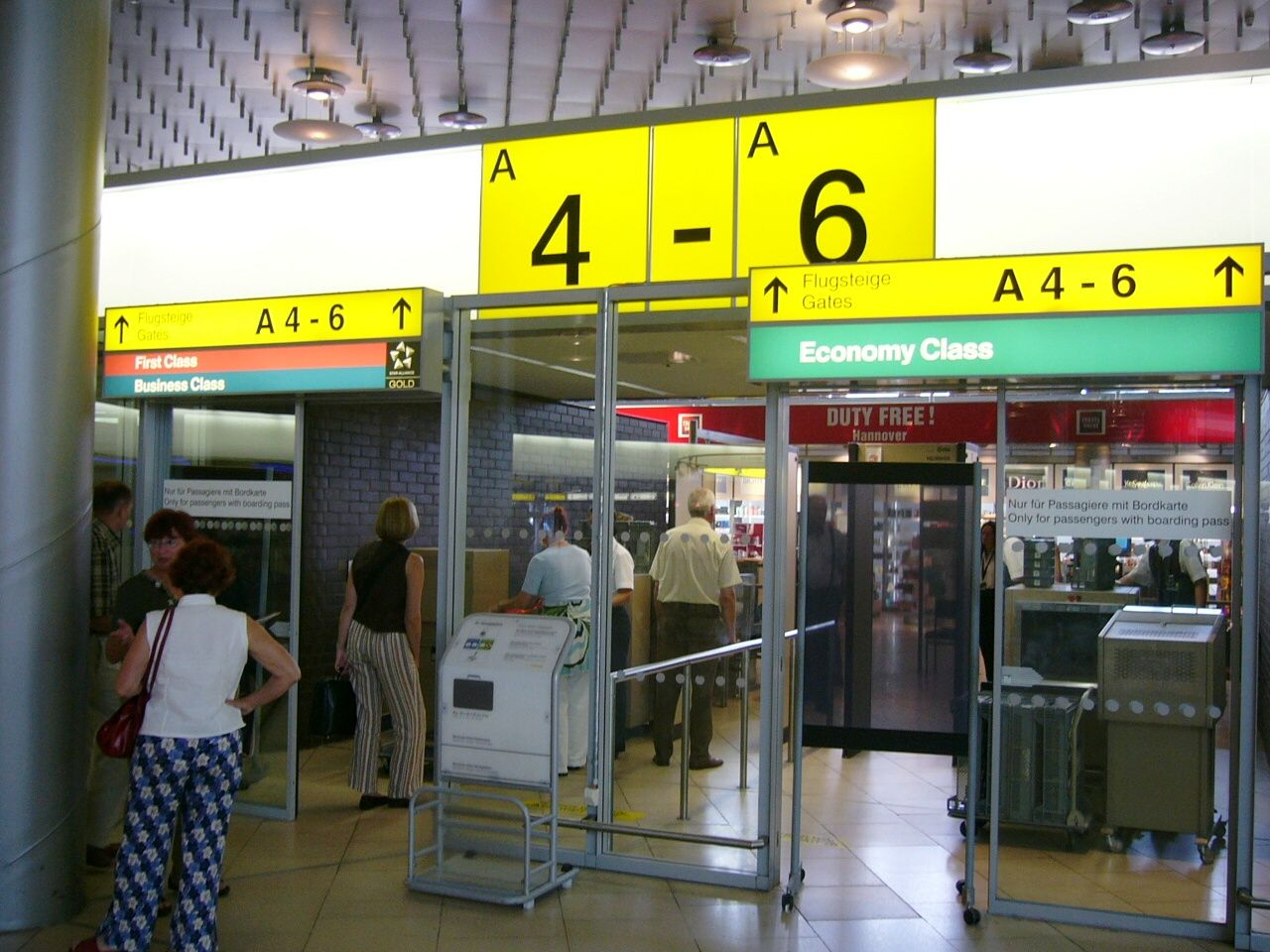
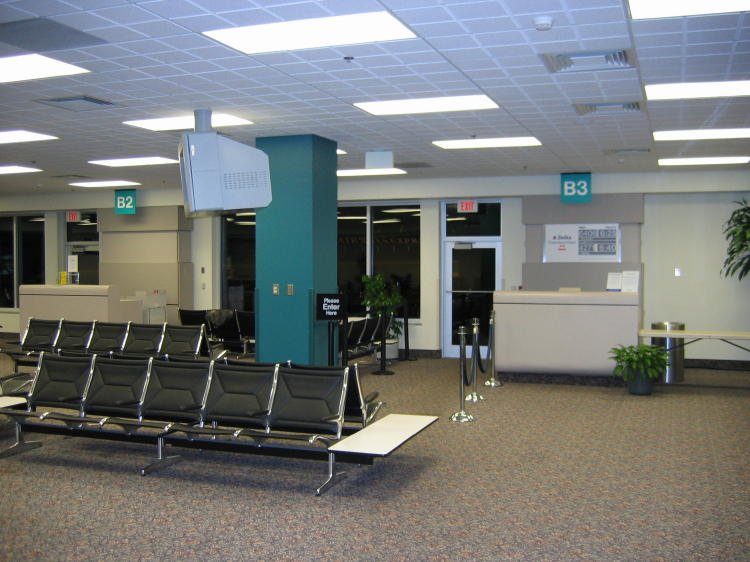
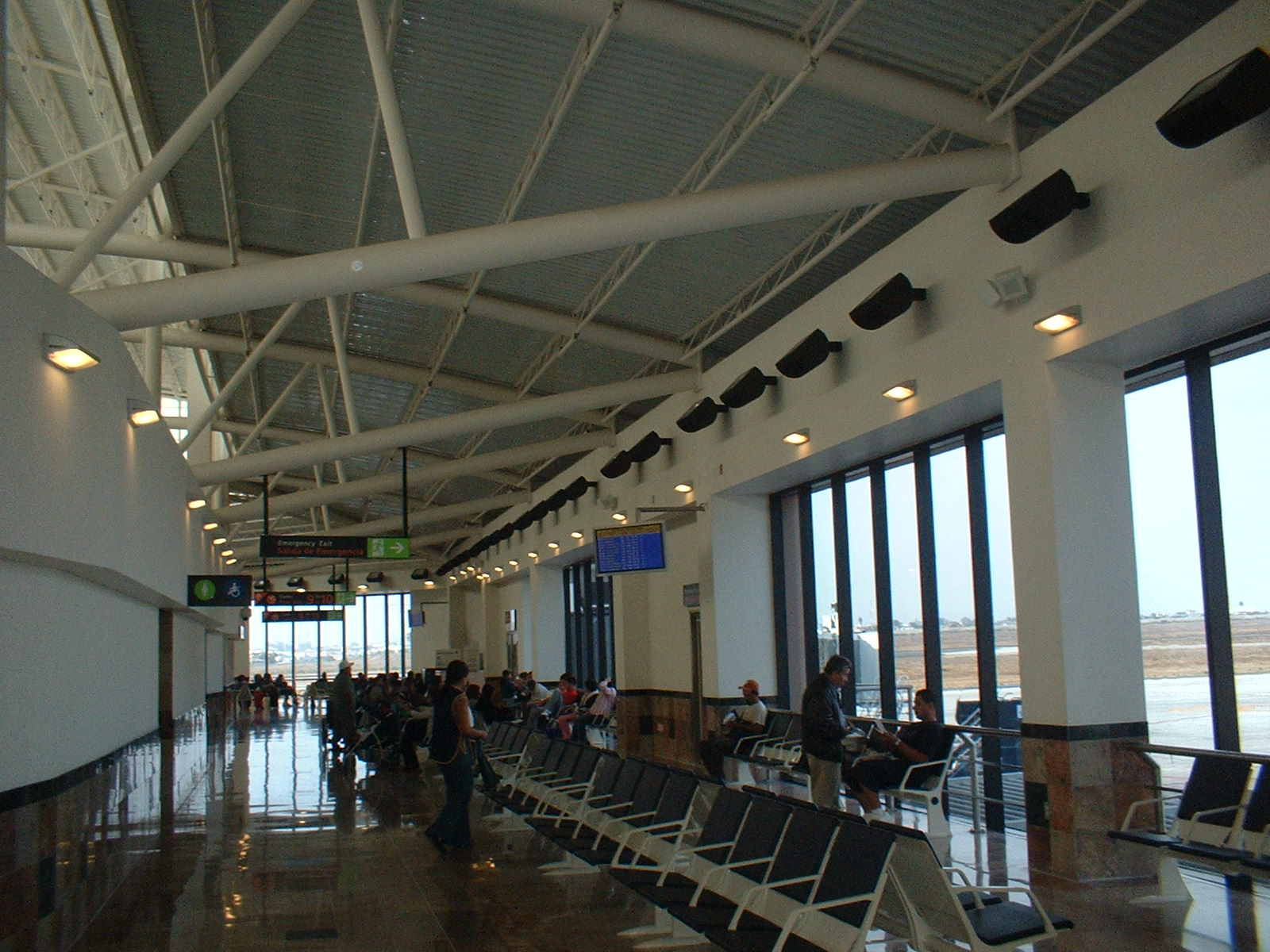
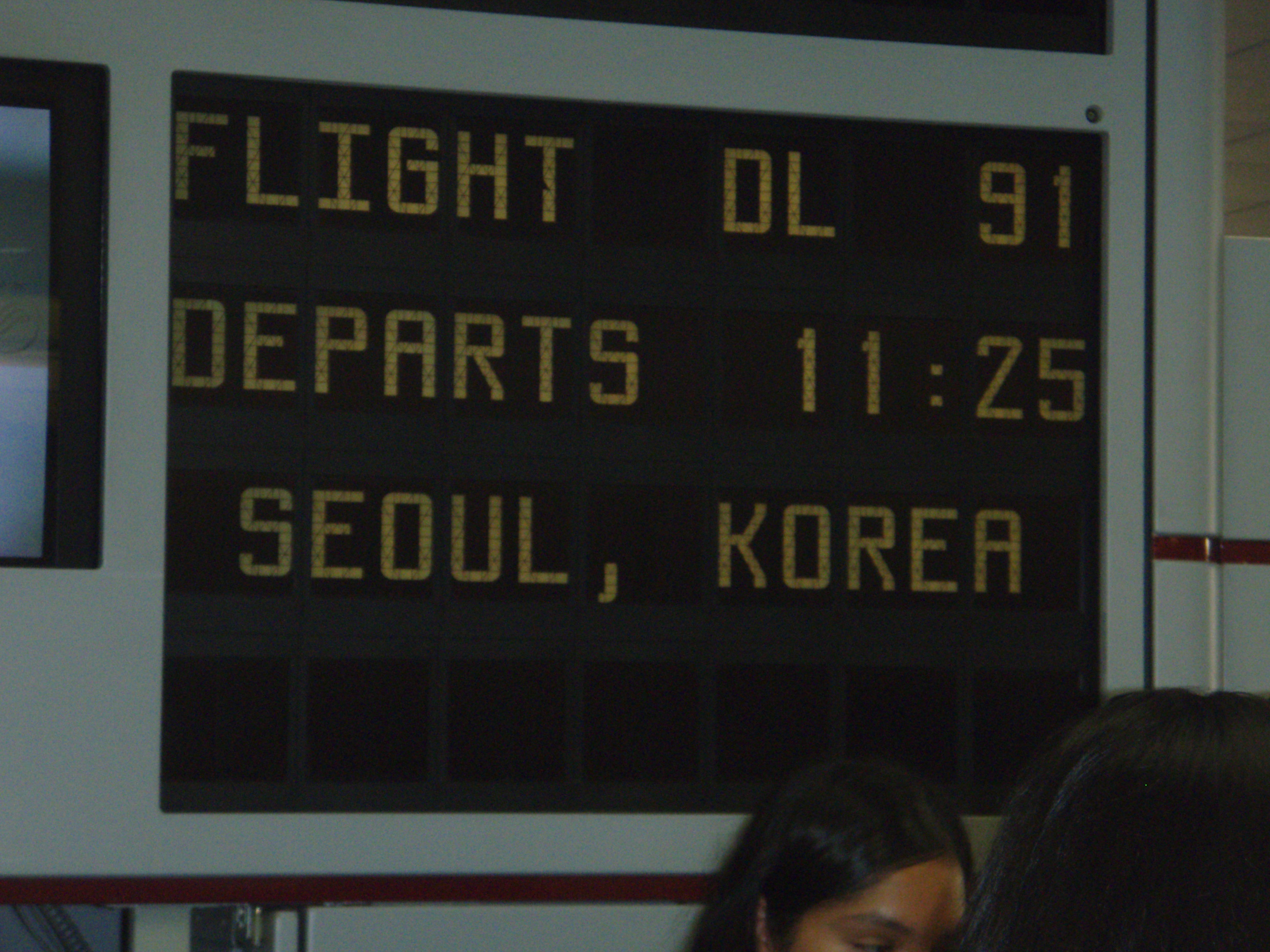
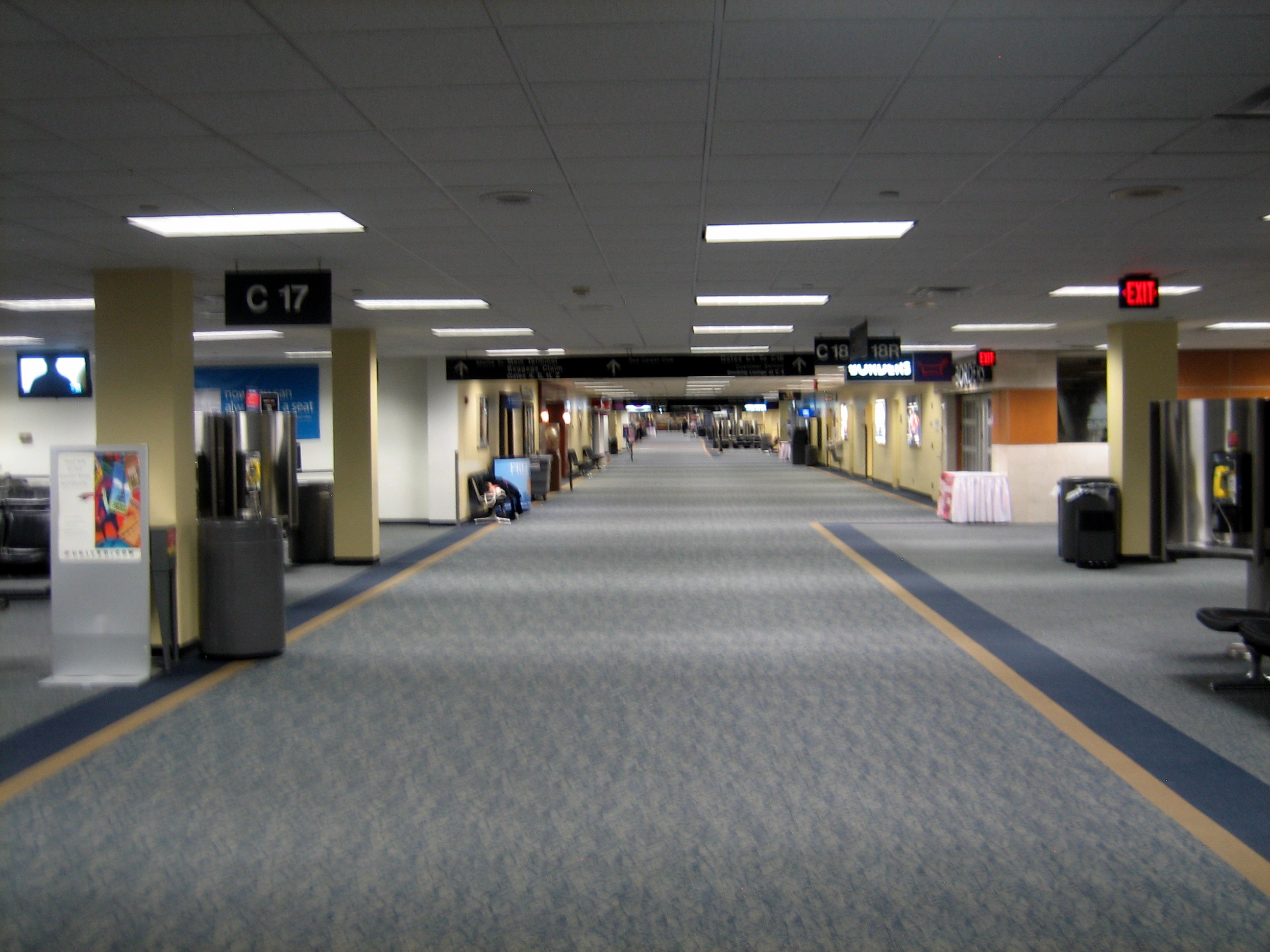
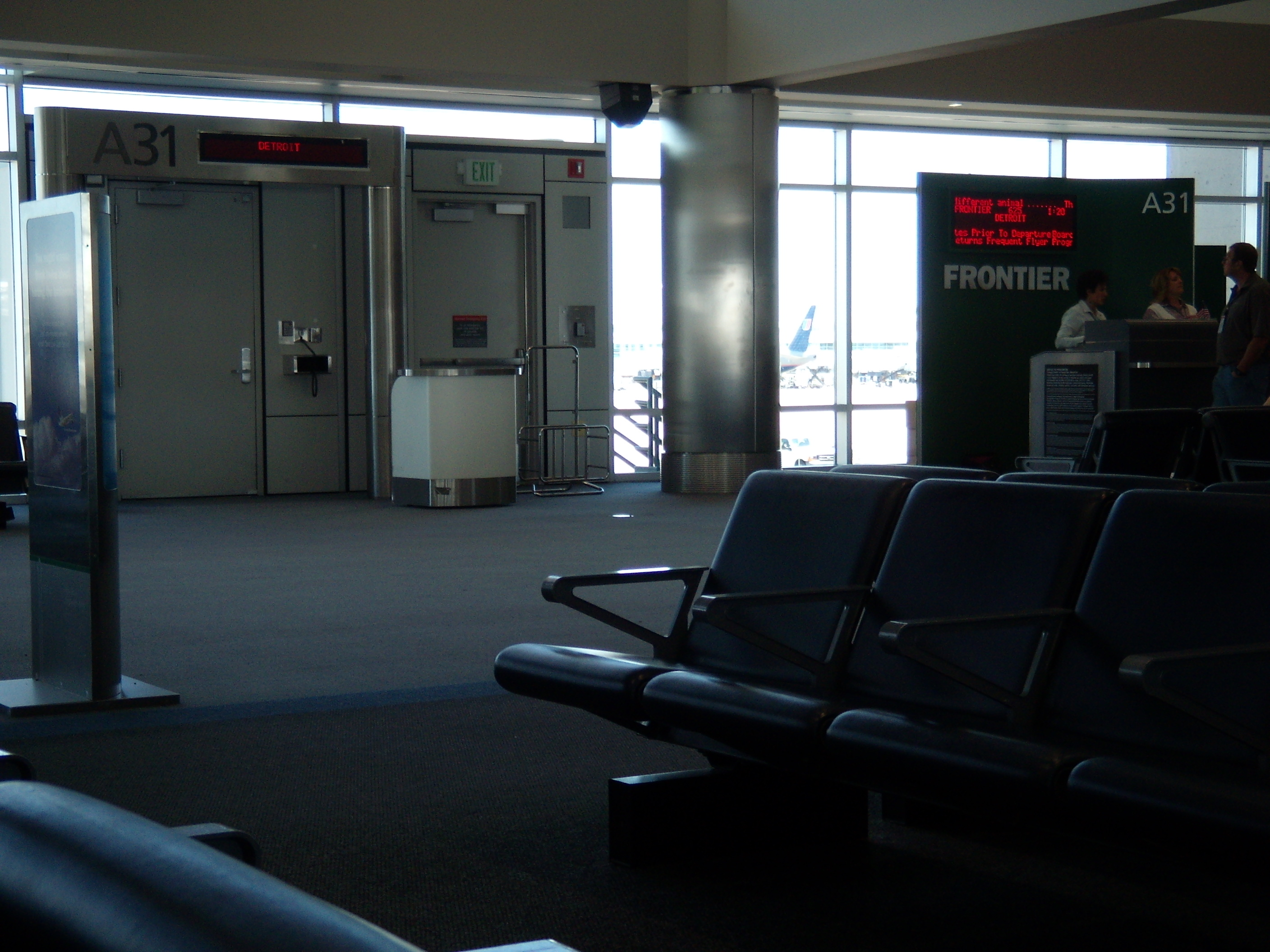
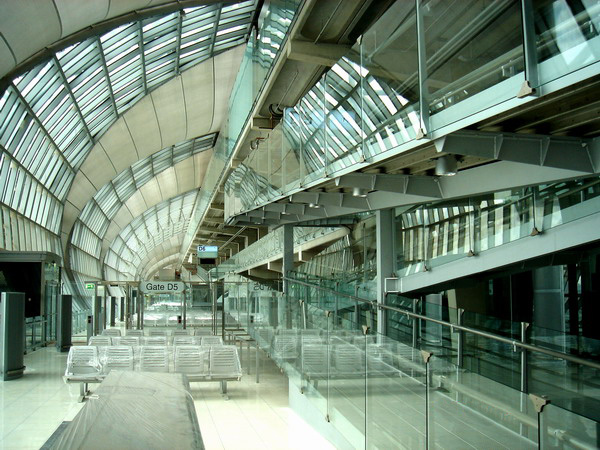
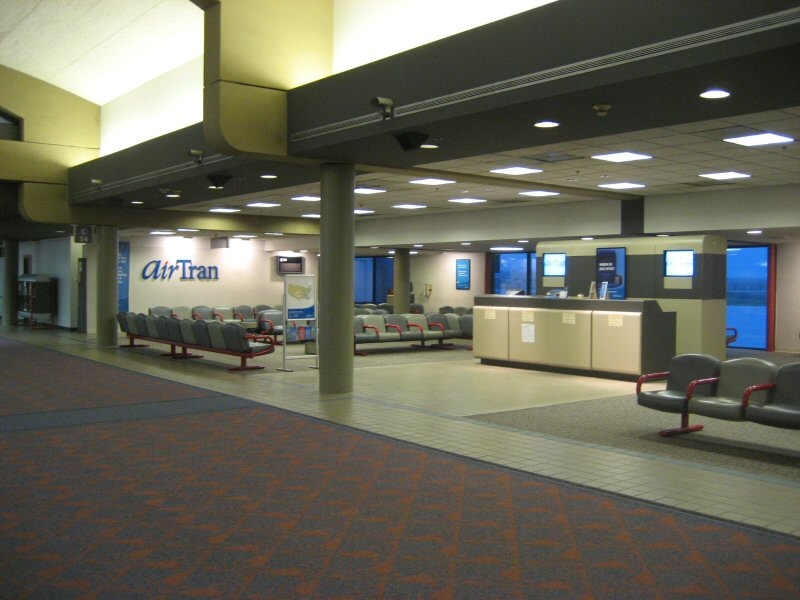